# 大源村站
大源村站位于福建省南平市光泽县鸾凤乡，建于1956年。距鹰潭站105公里，距厦门站589公里。现为四等站。客运办理旅客乘降，不办理行李包裹托运。不办理货运业务。